# Ainhoa Murua
Ainhoa Murúa Zubizarreta (Zarautz, 18 juli 1978) is een Spaans triatlete uit Zarautz. Ze nam tweemaal deel aan de Olympische Spelen, maar won hierbij geen medailles.
Murua deed mee aan de Olympische Spelen van 2004 in Athene. Ze finishte als 24e in 2:09.27,91. Vier jaar later moest ze bij de Olympische Spelen van 2008 in Peking genoegen nemen met een 28e plek in 2:04.48,07.
Ze is aangesloten bij SVC-Triatlon. Ze heeft een studie lichamelijke opvoeding afgerond. 

## Titels
- Spaans kampioene triatlon op de olympische afstand - 2007, 2010, 2011, 2012, 2013

## Palmares

### triatlon
- 2001: 8e Triatlon van Palermo - 2:06.52
- 2001: 10e Triatlon van Sevilla - 2:11.31
- 2001: 7e ETU Cup in Alanya - 2:01.19
- 2002: 22e WK olympische afstand
- 2004: 8e ITU wereldbekerwedstrijd in Madeirra
- 2004: 24e OS in Athene - 2:09.27,91
- 2006:  Triatlon van Baeza - 2:27.58
- 2006: 6e ITU wereldbekerwedstrijd in Aquba - 2:01.57
- 2006: 12e ITU wereldbekerwedstrijd in Ply Mouth - 2:05.04
- 2008: 5e ITU wereldbekerwedstrijd in Hamburg - 1:58.52
- 2008: 8e ITU wereldbekerwedstrijd in Kitzbühel - 1:58.54
- 2008: 27e EK olympische afstand in Lissabon - 2:10.41
- 2008: 28e OS in Peking - 2:04.48,07
- 2009: 17e ITU wereldbekerwedstrijd in Tongyeong - 2:05.48
- 2009: 27e ITU wereldbekerwedstrijd in Madrid - 2:11.08
- 2009: 16e EK olympische afstand in Holten - 1:58.54
- 2009: 27e ITU wereldbekerwedstrijd in Kitzbühel - 1:58.57
- 2009: 25e ITU wereldbekerwedstrijd in Hamburg - 2:01.30
- 2009: 17e ITU wereldbekerwedstrijd in Londen - 1:56.17
- 2009: 16e ITU wereldbekerwedstrijd in Gold Coast - 2:01.45
- 2011: 17e WK sprintafstand in Lausanne - 59.39
- 2012: 7e WK sprintafstand in Stockholm - 01:01.17
- 2012: 8e WK olympische afstand - 3065 p
- 2013: 18e WK sprintafstand in Hamburg - 58.42
- 2013: 36e WK olympische afstand - 1042 p
- 2014: 24e WK sprintafstand in Hamburg - 58.32
- 2014: 26e WK olympische afstand - 1453 p
- 2015: 33e WK olympische afstand - 1234 p
- 2016: 23e WK olympische afstand - 804 p